# シキーニャ・ゴンザーガ
シキーニャ・ゴンザーガ（Chiquinha Gonzaga ポルトガル語発音: [ʃiˈkiɲɐ ɡõˈzaɡɐ]）こと、フランシスカ・エドヴィゲス・ネヴェス・ゴンザーガ , Francisca Edwiges Neves Gonzaga, 1847年10月17日 - 1935年2月28日）は、ブラジルの作曲家、ピアニスト、指揮者。

## 生涯
ゴンザーガはFrancisca Edwiges Neves Gonzagaとしてリオデジャネイロでムラートの母と白人の父の間に生まれた。父は彼女の生後元帥となった。彼女の名付け親はLuís Alves de Lima e Silva公爵であり、親友のひとりにはブラジルのファーストレディであったNair de Teféがいた。彼女が受けた教育は、慇懃な軍人の娘を意味するsinhazinhaとなる者が一般的に受けるようなものであった。読み書き計算に加え、真の淑女の証である音楽、特にピアノの奏法を学んだのであった。
1863年、ゴンザーガは16歳で海軍の役人であったJacinto do Amaralと結婚した。8歳年上であった夫は、彼女が音楽の道を追求することを認めようとしなかった。結婚生活はうまくいかず、3人目の子を産んだゴンザーガは夫の元から逃れ、父からは「死んだことにされ、口に出してはならない名前にされ」てしまう。
ゴンザーガは一般的には男性向けとされた舞踏会やショーロの集まりに顔を出すようになった。そうした場所でフルート奏者のJoaquim Calladoと出会った彼女は、彼のグループであるO Choro do Caladoで初の女性奏者として活動を始めた。この時期、ゴンザーガは作曲家として最初の成功作を生み出す。1877年の『Atraente』であり、「ショーロの集まりの中で、ピアノで即興的に作曲された」楽曲であった。当時、彼女は有名ではあったものの、この時代の男性優位の社会からは厳しい批判を受けた。
活発な市民であったゴンザーガは、同時代のブラジルにおけるあらゆる社会運動に関わっていた。ブラジルにおける奴隷制の廃止に向け奮闘した他、共和主義運動にも加わった。
ゴンザーガの作品で最も知られるのは『Ó Abre Alas』のようなブラジルのカーニバルのための作品、及びオペレッタ『Forrobodó』や『Jurití』のような舞台作品である。最も録音点数が多いのは『ガウショ』である。
ゴンザーガはリオデジャネイロに没した。
2012年5月、ゴンザーガの誕生日をブラジルのポピュラー音楽の日と定める法律が制定された。

## 関連文献
- Mei, Giancarlo. Canto Latino: Origine, Evoluzione e Protagonisti della Musica Popolare del Brasile. 2004. Stampa Alternativa-Nuovi Equilibri. Preface by Sergio Bardotti and postface by Milton Nascimento. （イタリア語）
- Cristina Magaldi (2001). "Gonzaga, (Francisca Edwiges Neves) Chiquinha". In Root, Deane L. (ed.). The New Grove Dictionary of Music and Musicians (英語). Oxford University Press. {{cite encyclopedia}}: |access-date=を指定する場合、|url=も指定してください。 (説明)